# Мо Лімей
Мо Лімей (англ. Moe Lemay; 18 лютого 1962, Саскатун — 19 жовтня 2024) — канадський хокеїст, що грав на позиції крайнього нападника.

## Ігрова кар'єра
Професійну хокейну кар'єру розпочав 1982 року.
1981 року був обраний на драфті НХЛ під 105-м загальним номером командою «Ванкувер Канакс». 
Протягом професійної клубної ігрової кар'єри, що тривала 19 років, захищав кольори команд «Ванкувер Канакс», «Едмонтон Ойлерс», «Бостон Брюїнс», «Вінніпег Джетс», «Клагенфурт» та ЦСК Лайонс.
Усього в НХЛ провів 317 матчів (72 + 94), в плей-оф 28 матчів (6 + 3).

## Нагороди та досягнення
- Володар Кубка Стенлі в складі «Едмонтон Ойлерс» — 1987.